# Wilsberg: 48 Stunden
48 Stunden ist die 48. Folge der Fernsehfilmreihe Wilsberg. Der Film basiert auf der Wilsberg-Figur von Jürgen Kehrer. Die Erstausstrahlung erfolgte am 10. Oktober 2015 im ZDF. Regie führte Dominic Müller, das Drehbuch schrieb Timo Berndt.

## Handlung
Kommissar Overbeck erhält von Kriminalrat Landau den Auftrag, sich um dessen Tochter Juliane zu kümmern und dafür zu sorgen, dass sie wohlbehalten von ihrer „Studien-Abschlussfeier“ in einem Club zu Hause ankommt. Doch kurz, nachdem er sich zusammen mit ihr in seinem Wagen auf den Heimweg gemacht hat, verliert er das Bewusstsein und wacht erst am hellen Tag auf einer Landstraße ohne jegliche Erinnerung wieder auf. Weder Juliane noch seine Dienstwaffe sind da, dafür eine Flasche mit K.O.-Tropfen in seiner Hosentasche. Glücklicherweise taucht Juliane relativ unversehrt, aber anscheinend auch ohne Erinnerung, wieder auf.
Overbeck wird vom Dienst suspendiert und wendet sich an Privatdetektiv Georg Wilsberg, der ihm helfen soll, herauszufinden, was an dem vergangenen Abend passiert ist. Zuerst versucht Wilsberg, in dem Nachtclub in Erfahrung zu bringen, welche Personen sich in Julianes und Overbecks Nähe aufgehalten haben, doch der Discothekenbesitzer ist wenig kooperativ. Kurzerhand überredet Wilsberg Ekki, als Steuerprüfer „etwas Druck“ zu machen. So erfährt er Namen und Adresse von Thomas Schindler, der als Wachmann in der Universität arbeitet, an der Juliane studiert hat. Außerdem kann er anhand der speziellen Zusammensetzung der in Overbecks Blut nachgewiesenen Droge den Händler ausfindig machen, der diese Substanz als „Blumendünger“ vertreibt. Dieser Lemmy gibt allerdings an, einen Thomas Schindler nicht zu kennen. Wilsberg kann ihm das Gegenteil nicht beweisen. Dafür findet er heraus, dass Schindler Overbecks Vorgänger bei der Polizei war und wegen eines Dienstvergehens entlassen wurde, woran Overbeck großen Anteil hatte. Als der erfährt, dass Schindler möglicherweise ganz gezielt eine Racheaktion gegen ihn ausgeführt hat, rastet er aus und erklärt, dass er sich dies nicht gefallen lassen werde. Noch am gleichen Tag wird Thomas Schindler mit Overbecks Waffe erschossen aufgefunden, so dass Kriminalrat Landau davon überzeugt ist, dass Overbeck zum Mörder geworden ist.
Doch Wilsberg findet heraus, dass Schindler auch nur benutzt wurde. Hintermann der K.-o.-Tropfen-Aktion ist Julianes Freund, Sebastian Bachmann. Er war bis vor wenigen Wochen Mitbewohner bei Lemmy Schönebeck und hat ihm die Betäubungsdroge gestohlen, um Juliane mit allen Mitteln zu helfen, dieses Mal ihre Prüfung zu bestehen, damit sie ihren Vater nicht enttäuscht. Um die vergeigte Prüfungsarbeit auszutauschen, benötigten sie den Wachmann Schindler. Sie betäubten ihn mit K.-o.-Tropfen, öffneten mit seinem Daumenabdruck die Tür zum Prüfungsunterlagenraum und tauschten Julianes Arbeit aus. Im Nachhinein versuchte Schindler, Juliane zu erpressen, weshalb Bachmann ihn kurzerhand aus dem Weg räumte. Overbeck war ihnen in dem Club bei ihrem Betrugsvorhaben ungebeten dazwischen gekommen, sodass sie ihn mit der Droge außer Gefecht setzen mussten.
Zum Schluss fahren Anna und Overbeck noch Kriminalrat Landau in die Parade, als der versucht, die Beteiligung seiner Tochter an den Straftaten durch einen Bestechungsversuch unter den Teppich zu kehren.

## Hintergrund
- 48 Stunden erschien zusammen mit der Folge Bauch, Beine, Po von Polarfilm auf DVD.
- Der Running Gag „Bielefeld“ kommt in dieser Folge in Minute 56 beim Essen in der Polizeikantine vor, als Kriminalrat Landau Kommissarin Springer fragt: „Na, auch Bielefelder Pickert?“
- Am Ende der Episode läuft der Song Right Place Wrong Time des amerikanischen Musikers Dr. John aus dem Jahr 1973.

## Rezeption

### Einschaltquote
Bei der Erstausstrahlung von 48 Stunden am 10. Oktober 2015 im ZDF wurde der Film in Deutschland von insgesamt 6,69 Millionen Zuschauern gesehen und erreichte eine Einschaltquote von 22,4 Prozent.

### Kritik
Tilmann P. Gangloff von tittelbach.tv meinte anerkennend: „Die Geschichte ist interessant und nicht vorhersehbar, das Ensemble ist überzeugend, die Mischung aus Krimi & Comedy ausgewogen. Ein guter ‚Wilsberg‘.“
Auch Martina Borgschulze bei rtv wertet positiv: „Das rasante Tempo der Eingangssequenz hält der Film zwar nicht. Aber der krachige Auftakt mit wilden Schnitten dürfte eingefleischte ‚Wilsberg‘-Fans ohnehin eher irritiert haben. Im gewohnt bedächtig inszenierten Rest der Folge halten sich Spannung und lakonischer Witz wunderbar die Waage. Im Showdown lassen es die Macher dann noch einmal richtig krachen.“
Die Redaktion von TV Spielfilm beurteilte den Krimi mit dem „Daumen nach oben“ und meinte lobend: „Das Stammpersonal erfreut die Fans mit den üblichen Macken, und einen Mord gibt’s auch noch.“ Fazit: „Ganz drollig und ein bisschen vertrackt.“